# Charles Alfred Matley
Charles Alfred Matley (1866-1947) est un paléontologue et géologue britannique ayant vécu en Inde, aux Antilles britanniques et au Pays de Galles.
Dans les années 1930, il est nommé géologue gouvernemental pour la Jamaïque. Lors de son mandat, il a notamment réalisé des études sur les eaux souterraines et a construit l'une des plus grandes collections de fossiles de l'île.
En 1929, il reçoit la médaille Murchison.
Il a épousé Sarah A. Loach en 1891 à Birmingham.